# Ярошенко, Дмитрий Владимирович
Дми́трий Влади́мирович Яроше́нко (род. 4 ноября 1976, Макаров, Сахалинская область) — российский биатлонист, заслуженный мастер спорта. Двукратный чемпион мира в эстафете, обладатель малого Кубка мира 2006/2007 по программе гонок преследования, абсолютный чемпион мира по летнему биатлону 2011 года.

## Спортивная карьера
Начал заниматься биатлоном в 1987 году.
В 2004 году на чемпионате Европы завоевал серебряную медаль, а также дважды занимал третье место на Гран-при в Ханты-Мансийске. В 2005 году стал чемпионом Европы в эстафете и серебряным призером в индивидуальной гонке. В 2006 году стал обладателем Кубка IBU.
15 раз побеждал на чемпионатах России в зимнем биатлоне, что по состоянию на 2020 год являлось лучшим результатом в истории. Первый победитель Мемориала Фатьянова в 2006 году.
После Олимпийских игр в Турине начал регулярно выступать на этапах Кубка мира и закрепился в сборной.
Впервые попал на подиум этапа Кубка мира 2 декабря 2006 года, став вторым в спринте в Эстерсунде. Первую победу одержал в эстафете 10 декабря того же года.
10 февраля 2007 года одержал победу на чемпионате мира в составе эстафетной четверки. По итогам сезона выиграл малый хрустальный глобус в гонках преследования.
Участник «золотой четвёрки» (Черезов, Круглов, Ярошенко, Чудов), ни разу в сезонах 2006/2007 и 2007/2008 не опускавшейся ниже второго места, а также на двух чемпионатах мира подряд выигрывавшей золотые медали.
В совместном проекте журналистов газеты «Советский Спорт» и телеканала «РТР-Спорт» «спортсмен месяца» был удостоен этого звания по итогам голосования читателей и телезрителей в декабре 2007 года. 29 декабря 2007 года совместно с Екатериной Юрьевой одержал победу в Рождественской гонке в немецком Гельзенкирхене на стадионе «Шальке».
7 декабря 2007 года выиграл спринтерскую гонку на этапе Кубка мира в Хохфильцене.
На чемпионате мира 2008 выиграл вторую в своей карьере золотую медаль в составе мужской эстафетной команды, а также бронзу в смешанной эстафете.
По итогам сезона 2007/08 занял второе место в общем зачёте Кубка мира.

### Допинг
13 февраля 2009 года Международный союз биатлонистов официально подтвердил положительные результаты допинг-проб, взятых у Дмитрия Ярошенко, Екатерины Юрьевой и Альбины Ахатовой в декабре 2008 года на первом этапе Кубка мира-2008/2009 в шведском Эстерсунде. Биатлонисты были признаны виновными в употреблении запрещенных препаратов и дисквалифицированы на два года каждый, без права участвовать на Олимпиаде в Ванкувере, но с правом участвовать на Олимпиаде в Сочи, так как отменена 45-я поправка.
12 декабря 2010 года Дмитрий вернулся в большой биатлон, и в первой же гонке российского масштаба стал третьим, показав лучшую скорость.
В 2011 году на чемпионате мира по летнему биатлону стал абсолютным чемпионом.
В феврале 2013 года заявил о завершении карьеры биатлониста. Последней гонкой для Ярошенко стала гонка преследования на призы губернатора Тюменской области 31 марта 2013 года.

## Семья
Дмитрий Ярошенко женат. У него сын Ярослав и дочь Евангелина.

## Статистика выступлений в Кубке мира
| 2010—2011 | Эстерсунд   | Эстерсунд   | Эстерсунд   | Хохфильцен   | Хохфильцен   | Хохфильцен   | Поклюка    | Поклюка    | Поклюка    | Оберхоф | Оберхоф | Оберхоф | Рупольдинг | Рупольдинг | Рупольдинг | Антхольц    | Антхольц    | Антхольц    | Преск-Айл    | Преск-Айл    | Преск-Айл    | Форт-Кент    | Форт-Кент    | Форт-Кент    | ЧМ Ханты-Мансийск | ЧМ Ханты-Мансийск | ЧМ Ханты-Мансийск | ЧМ Ханты-Мансийск | ЧМ Ханты-Мансийск | ЧМ Ханты-Мансийск | Холменколлен   | Холменколлен   | Холменколлен   | Итоги | Итоги |
| 2010—2011 | Инд         | Спр         | Пр          | Спр          | Пр           | Эст          | Инд        | Спр        | См         | Эст     | Спр     | МС      | Инд        | Спр        | Пр         | Спр         | МС          | Эст         | Спр          | См           | Пр           | Спр          | Пр           | МС           | См                | Спр               | Пр                | Инд               | Эст               | МС                | Спр            | Пр             | МС             | Очков | Место |
| 2010—2011 | —           | —           | —           | —            | —            | —            | —          | —          |            | —       | —       | —       | 68         | —          | —          | —           | —           | —           | —            | —            | —            | —            | —            | —            | —                 | —                 | —                 | —                 | —                 | —                 | —              | —              | —              | —     | 0     |
| 2007—2008 | Контиолахти | Контиолахти | Контиолахти | Хохфильцен   | Хохфильцен   | Хохфильцен   | Поклюка    | Поклюка    | Поклюка    | Оберхоф | Оберхоф | Оберхоф | Рупольдинг | Рупольдинг | Рупольдинг | Антерсельва | Антерсельва | Антерсельва | ЧМ Остерсунд | ЧМ Остерсунд | ЧМ Остерсунд | ЧМ Остерсунд | ЧМ Остерсунд | ЧМ Остерсунд | Пхёнчхан          | Пхёнчхан          | Пхёнчхан          | Ханты-Мансийск    | Ханты-Мансийск    | Ханты-Мансийск    | Холменколлен   | Холменколлен   | Холменколлен   | Итоги | Итоги |
| 2007—2008 | Инд         | Спр         | Пр          | Спр          | Пр           | Эст          | Инд        | Спр        | Эст        | Эст     | Спр     | МС      | Эст        | Спр        | Пр         | Спр         | Пр          | МС          | Спр          | Пр           | См           | Инд          | Эст          | МС           | Спр               | Пр                | См                | Спр               | Пр                | МС                | Спр            | Пр             | МС             | Очков | Место |
| 2007—2008 | 82          | 2           | 3           | 1            | 2            | 2            | 25         | 2          | 1          | 2       | 6       | 4       | 2          | 10         | 8          | 19          | 6           | 10          | 10           | 4            | 3            | 11           | 1            | 6            | 17                | 19                | —                 | 5                 | 9                 | 9                 | 96             | —              | 17             | 696   | 2     |
| 2006—2007 | Эстерсунд   | Эстерсунд   | Эстерсунд   | Хохфильцен   | Хохфильцен   | Хохфильцен   | Хохфильцен | Хохфильцен | Хохфильцен | Оберхоф | Оберхоф | Оберхоф | Рупольдинг | Рупольдинг | Рупольдинг | Поклюка     | Поклюка     | Поклюка     | ЧМ Антхольц  | ЧМ Антхольц  | ЧМ Антхольц  | ЧМ Антхольц  | ЧМ Антхольц  | ЧМ Антхольц  | Лахти             | Лахти             | Лахти             | Холменколлен      | Холменколлен      | Холменколлен      | Ханты-Мансийск | Ханты-Мансийск | Ханты-Мансийск | Итоги | Итоги |
| 2006—2007 | Инд         | Спр         | Пр          | Спр          | Пр           | Эст          | Спр        | Спр        | Эст        | Эст     | Спр     | Пр      | Эст        | Спр        | МС         | Спр         | Пр          | МС          | Спр          | Пр           | Инд          | См           | МС           | Эст          | Инд               | Спр               | Пр                | Инд               | Пр                | МС                | Спр            | Пр             | МС             | Очков | Место |
| 2006—2007 | 13          | 2           | 2           | 6            | 2            | 1            | DNS        | 17         | 2          | 1       | 5       | 2       | 2          | 4          | 8          | 21          | 6           | 17          | 27           | 8            | —            | 9            | —            | 1            | 6                 | 14                | 7                 | 3                 | 5                 | DNF               | 19             | 21             | 6              | 619   | 5     |
| 2005—2006 | Эстерсунд   | Эстерсунд   | Эстерсунд   | Хохфильцен   | Хохфильцен   | Хохфильцен   | Брезно     | Брезно     | Брезно     | Оберхоф | Оберхоф | Оберхоф | Рупольдинг | Рупольдинг | Рупольдинг | Антерсельва | Антерсельва | Антерсельва | ОИ Турин     | ОИ Турин     | ОИ Турин     | ОИ Турин     | ОИ Турин     | Поклюка      | Поклюка           | Поклюка           | Контиолахти       | Контиолахти       | Контиолахти       | Холменколлен      | Холменколлен   | Холменколлен   |                | Итоги | Итоги |
| 2005—2006 | Спр         | Пр          | Эст         | Инд          | Спр          | Эст          | Инд        | Спр        | МС         | Эст     | Спр     | Пр      | Эст        | Спр        | Пр         | Спр         | Пр          | МС          | Инд          | Спр          | Пр           | Эст          | МС           | Спр          | Пр                | См                | Спр               | Пр                | МС                | Спр               | Пр             | МС             |                | Очков | Место |
| 2005—2006 | —           | —           | —           | —            | —            | —            | —          | —          | —          | —       | 24      | —       | —          | —          | —          | 65          | —           | —           | —            | —            | —            | —            | —            | 52           | 15                | —                 | 33                | 40                | —                 | 13                | 32             | —              |                | 43    | 60    |
| 2004—2005 | Бейтостолен | Бейтостолен | Бейтостолен | Холменколлен | Холменколлен | Холменколлен | Эстерсунд  | Эстерсунд  | Эстерсунд  | Оберхоф | Оберхоф | Оберхоф | Рупольдинг | Рупольдинг | Рупольдинг | Антерсельва | Антерсельва | Антерсельва | Турин        | Турин        | Турин        | Поклюка      | Поклюка      | Поклюка      | ЧМ Хохфильцен     | ЧМ Хохфильцен     | ЧМ Хохфильцен     | ЧМ Хохфильцен     | ЧМ Хохфильцен     | Ханты-Мансийск    | Ханты-Мансийск | Ханты-Мансийск |                | Итоги | Итоги |
| 2004—2005 | Спр         | Пр          | Эст         | Инд          | Спр          | Пр           | Спр        | Пр         | МС         | Эст     | Спр     | Пр      | Эст        | Спр        | Пр         | Инд         | Спр         | Пр          | Инд          | Спр          | Эст          | Спр          | Пр           | МС           | Спр               | Пр                | Инд               | Эст               | МС                | Спр               | Пр             | МС             |                | Очков | Место |
| 2004—2005 | 54          | 41          | —           | 56           | —            | —            | —          | —          | —          | —       | —       | —       | —          | —          | —          | —           | —           | —           | —            | —            | —            | —            | —            | —            | —                 | —                 | —                 | —                 | —                 | 46                | 22             | —              |                | 9     | 82    |

В таблице отражены места, занятые спортсменом на гонках биатлонного сезона.
Инд — индивидуальная гонка

Пр — гонка преследования

Спр — спринт

МС — масс-старт

Эст — эстафета

См — смешанная эстафета

DNS — спортсмен был заявлен, но не стартовал

DNF — спортсмен стартовал, но не финишировал

LAP — спортсмен по ходу гонки (для гонок преследования и масс-стартов) отстал от лидера более чем на круг и был снят с трассы

DSQ — спортсмен был дисквалифицирован

— − спортсмен не участвовал в этой гонке